# 早川真理恵
早川 真理恵（はやかわ まりえ、1988年6月10日 - ）は、日本の女性タレント、アナウンサー。愛知県東海市出身。ホリプロ所属。

## 人物
- 愛知県出身。
- 上智大学外国語学部ロシア語学科卒業[1]。在学中には2009年度ミスソフィアコンテストグランプリ[2]
- 特技バイオリン[1]。3歳からバイオリンを始める。
- 花粉症に悩まされており、上智大学在学中のミスソフィアコンテスト時代のブログも含め、たびたびくしゃみが止まらない旨の投稿を行っている。
- 毎年正月に父親から年齢×1万円分のお年玉をもらっている
- 2020年4月から早稲田大学大学院に在学中

。
- 2020年1月17日放送の『イマドキッ』 (MBSラジオ、金曜0:00-1:00（木曜深夜）) エンディングにて、五つ年上の一般男性との結婚を発表。

## 出演作品

### テレビ
- Nスタ（TBSテレビ、2017年10月 - ） [1]
- 世界の国境を歩いてみたら…（BS11、2018年10月 - 2019年)

### ラジオ
- オレたちゴチャ・まぜっ!〜集まれヤンヤン〜（MBSラジオ、2011年4月 - 2018年4月 ）[1]
  - まだまだゴチャ・まぜっ!!〜集まれヤンヤン〜（MBSラジオ）
- イマドキッ（MBSラジオ、2013年4月 - ） -　パーソナリティ[4]
- 菅下清廣の有望成長企業を探せ！（ラジオNIKKEI、2018年４月‐）

### 過去の出演
- 世界まる見え!テレビ特捜部（日本テレビ） [1]
- 『ぷっ』すま（2010年9月28日、テレビ朝日）[1]
- CampusNavi.TV（2010年1月、TOKYO MX 他4局）[5]
- パックンたまご（2010年10月〜2011年4月、MBSラジオ）[1]
- 王様のブランチ（TBS、2012年4月 - 2015年9月） - ブランチリポーター
- NHK高校講座 ・ベーシック数学（Eテレ、2016年10月 - ） -
- めざましテレビ（フジテレビ、2015年9月 - 2017年3月 ） - コーナー担当[1]